# 4629 Walford
4629 Walford (1986 TD7) là một tiểu hành tinh vành đai chính được phát hiện ngày 7 tháng 10 năm 1986 bởi E. F. Helin ở Đài thiên văn Palomar.